# Колодин (герб)
Колодин (пол. Kolodyn) — шляхетський герб руського (українського) походження.

## Опис
У червоному полі чорна роздерта стріла без оперення в стовп з поперечкою, як у літері «А». Клейнод: п'ять срібних страусових пер.

## Гербовий рід
Герб вживає рід князів Колодинських з Волині. Інші роди:
Kolesiński, Kołodeński, Kołodyjski, Kołodyn, Kołodyński
"Гербовник білоруської шляхти" називає рід Адуцкевичів (біл. Адуцкевіч Адуцкевіч, пол. Aduckiewicz Aduckiewicz) як носіїв герба Колодин II .